# 드러쿨레슈티가
드러쿨레슈티가(루마니아어: Drăculești [drəkuˈleʃtʲ])는 바사라브가 왈라키아 보이보드들의 주요 계통 중 하나였으며, 다른 계통은 더네슈티가였다. 이 계통들은 14세기 후반부터 16세기 초반까지 끊임없이 공위에 대한 경쟁했다. 드러쿨레슈티 계통의 후손들은 1600년에 용감공 미하이가 트란실바니아와 몰다비아와 함께 공국을 공동 통치할 때까지 촤종적으로 공국을 지배할 것이었다.

## 어원
드러쿨레슈티의 계통은 바사라브 가문의 가장 중요한 통치자인 노공 미르체아의 아들, 용공 블라드로 시작했다. 일부 역사가들에 따르면, Drăculești 라는 이름은 용공 블라드(고대 루마니아어 및 관련 언어에서, drac 는 "드라곤"을 의미함)이 드라곤 기사단(A.D. 1408년 설립)의 회원이라는 것에서 파생되었다. 기사단의 목적은 오스만과 타타르(킵차크 칸국과 크림 칸국에서 온) 무슬림에 맞서 싸우는 중부와 남동부 유럽의 그리스도교인들과의 강력한 연대를 만드는 것이었다.

트라슈커 드러쿨레스쿠(Traşcă Drăculescu) – 18세기에 사망한, 왕조의 "최후의 적법한" 후손이자 올테니아 주민인 왈라키아 보야르.

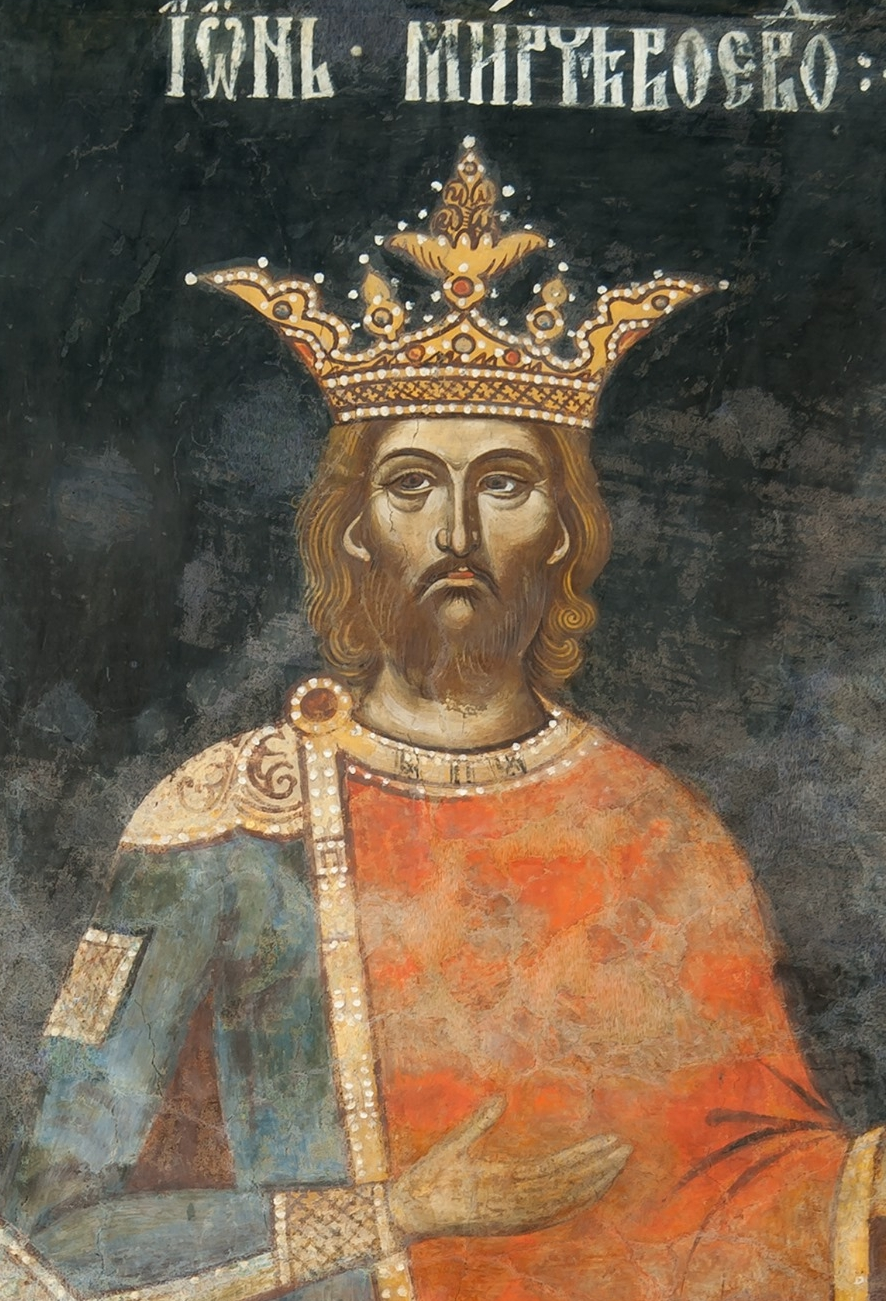
노공 미르체아
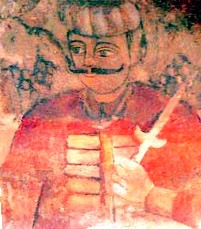
용공 블라드
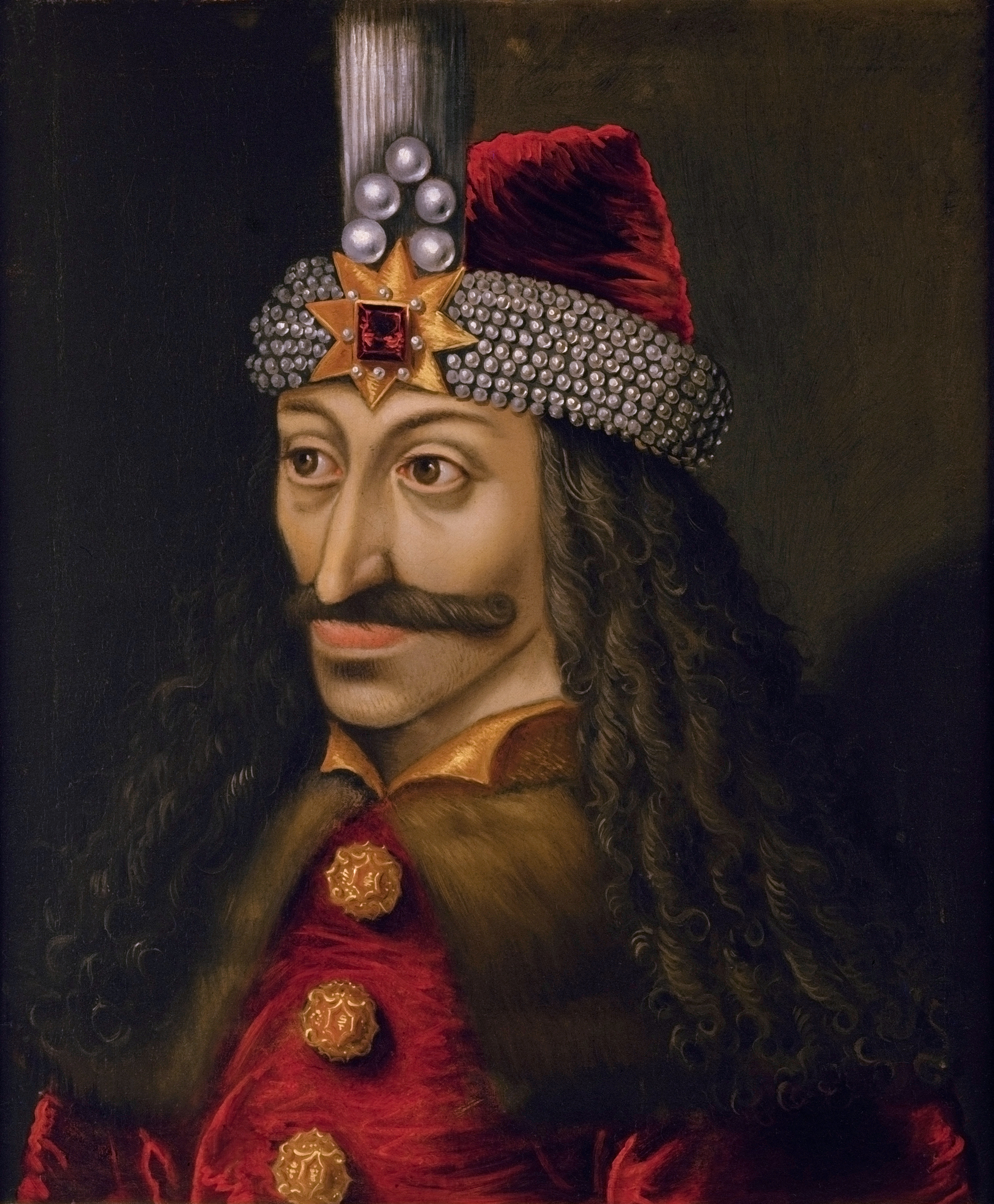
가시공 블라드
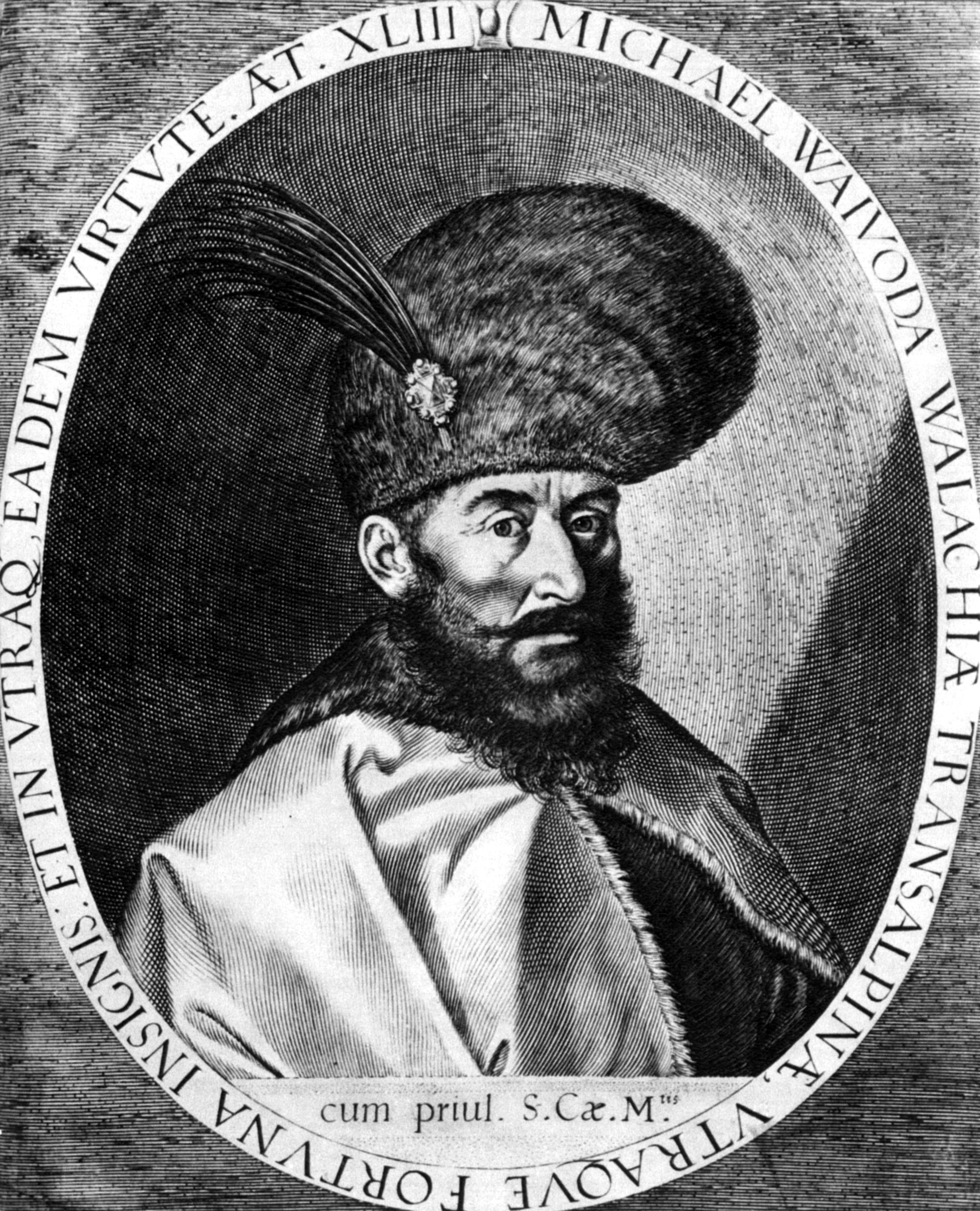
용감공 미하이
알렉산드루 5세

## 같이 보기
- 왈라키아의 통치자 목록